# Kako se dan lepo začne
Kako se dan lepo začne, delo slovenskega pisatelja, esejista, pesnika, gledališkega, filmskega in televizijskega režiserja Vinka Möderndorferja, je izšlo pri založbi DZS v Ljubljani, leta 1993. Zbirka pesmi sodi med poezijo za otroke.

## Analiza pesniške zbirke
Pesniška zbirka vsebuje 38 pesmi z različno tematiko in s predstavitvijo podob iz neresničnega in resničnega sveta. Večina izmed pesmi so šaljive besedne igre (Abeceda), v verzih povedane zgodbice o človeških bitij, o bitij iz živalskega sveta (Brezbrižna kamela, Osamljena kača, Kakšne so tovarišice, Kakšen je ata ...), izštevanke (Punčkasta izštevanka), ljubezenske pesmi (I love you, Ljubezen) in pesmi o temeljnih fazah življenja in življenjskih prvinah (Rojstvo, Kako se dan lepo začne, Večkrat me stvari jezijo, Sreča, Oh, ta mladost ...).

## Brezbrižna kamela
Pesem govori o brezbrižni kameli, ki živi v pravi puščavi. Na vprašanje, kaj pomeni, da živi v puščavi, predrzno odgovori tako, da po kamelje rigne in se brezbrižno odpravi po svoji poti.

## Kakšne so tovarišice
Pesem se začne z vprašanjem, kakšne so tovarišice, ko niso v tej vlogi. Odgovor je sledeč: So čisto navadne ali Marije ali Vile, lahko so tudi mame Lojzke ali Ane, če le imajo otroke. Pesnik se prepričuje, da nihče ne ve, kakšne so tovarišice ob nedeljah, ko naloge popravljajo, ko so same in ko se jezijo. Pesem se zaključi z verzom, da ne vemo ali si čim prej želijo nazaj v šolo ali pa se jim zdi, da le čas zapravljajo. 

## I love you
Pesem je ljubezenska, saj govori o zaljubljeni osebi, ki ljubi nekoga če je tu oz. zraven njega ali pa ne. Ljubila ga/jo bo, ko bo tukaj in zdaj, ko je prisotna. Ko je zraven nje se pokrije in zaspi.

## Kako se dan lepo začne
Pesem govori o porcelanastem servisu, ki mu vsak dan leti iz rok, kar ga pa tudi veseli, ker se vsa posoda pred njim drobi. Poleg vseh skodel, kitajskih palčk, pladnjev pa po parketu letijo tudi grde psovke in se drobijo pred njim. Na koncu pesmi pa tudi zakliče, da naj se raztrešči vse, saj se le tako srečen dan začne.

## Slog
V  vseh navedenih pesmih se pojavlja radoživo sozvočje glasov in večplastnega metaforičnega pomena. Sestava kitic in rim v pesmih ni enaka, pojavljajo pa se zaporedne (aabb), verižne (abab) in pretrgane rime (abbcb). V celotni pesniški zbirki se pojavlja muzikalen ritem, ki je značilen za otroško poezijo in razni zvočni efektki (glasovne figure).

## Sporočilo
V pesniški zbirki Kako se dan lepo začne je tematika vseh pesmi različna. Čeprav je osnovni namen zbirke zabavati mladino skozi šaljive besedne igre, je vsebina pesmi tudi verzicifirana moralizatorska pridiga, saj otroke opomni tudi na moralne vrednote.